# Браже, Тереза Георгиевна
Тере́за Гео́ргиевна Бра́же (3 февраля 1931, г. Бежица Брянской области — 12 августа 2019, Санкт-Петербург) — российский учёный, педагог, выдающийся методист-словесник, андрагог. Доктор педагогических наук (1979), заслуженный деятель науки Российской Федерации (2002), профессор Санкт-Петербургской академии постдипломного педагогического образования.

## Биография
Житель блокадного Ленинграда. Выпускница филологического факультета Ленинградского государственного университета (1953). Будучи студенткой последнего курса ЛГУ, начала свою трудовую деятельность в школе № 33 Василеостровского района Ленинграда, затем шесть лет работала в ленинградской школе № 249.
С 1960 по 1962 годы работала старшим преподавателем в Институте повышения квалификации учителей, в вечерней школе.
Кандидатскую диссертацию по теме «Целостное изучение эпического произведения» защитила в 1962 году, докторскую — «Изучение литературы как способ духовного обогащения учащихся вечерней школы» — в 1979 году. Защита диссертаций прошла в Москве, в Институте содержания образования Российской академии образования (в то время — АПН СССР).
С 1962 по 2004 (42 года) работала в Институте образования взрослых РАО Ленинграда (Санкт-Петербурга), была учёным секретарём этого института, заведующей лабораторией гуманитарного образования.
С 1995 года по 2019 год — профессор кафедры теории и методики гуманитарного образования Университета педагогического мастерства (ныне — кафедра социального образования СПбАППО).

## Научная деятельность
Тереза Георгиевна Браже известна в России и за рубежом как выдающийся учёный, создатель научной школы в области теории и методики гуманитарного образования, автор более 400 публикаций. Научный руководитель 2 докторов наук и 24 кандидатов наук.
Начиная с 60-х годов XX века большое влияние на теорию и практику гуманитарного образования оказывают разработки Т. Г. Браже теоретических основ литературного образования в школе, целей и закономерностей обучения, путей и методов, условий эффективности личностного освоения учащимися литературных произведений, создание вариативных систем литературного образования для учащихся разных типов школ, использование оригинальных способов научного исследования.
Значительным вкладом в науку являются созданные Т. Г. Браже концептуальные основы обучения литературе: воспитание читателя как одной из главных целей литературного образования в школе; соотношение нравственного и эстетического воспитания; принцип вариативности; принципы анализа литературных произведений, влияющие на личностное освоение их учащимися; пути изучения и особенности построения систем уроков по крупным эпическим произведениям; специфика изучения литературы учащимися разного уровня подготовленности.
Т. Г. Браже одна из первых разрабатывала культурологические основы обучения гуманитарным предметам и особенности процесса их интеграции, теоретические и практические основы системы постдипломного образования учителей.
Несколько поколений учителей выросло на её трудах. Труды Т. Г. Браже переведены на болгарский, польский и вьетнамский языки.

Нельзя быть проводником культуры, не будучи её носителем, 

личностно её освоившим на достаточно высоком уровне, — 

иные соотношения неплодотворны…

## Награды
Научная и педагогическая деятельность Терезы Георгиевны признаны государством и педагогической общественностью: ей присвоено звание «Заслуженный деятель науки Российской Федерации», имеет знаки «Отличник народного просвещения», «Отличник просвещения СССР», награждена медалью К. Д. Ушинского «За заслуги в области педагогических наук», а также медалями «За многолетний добросовестный труд», почётным знаком «Звезда Даринского», «В память 300-летия Санкт-Петербурга» и др.
Т. Г. Браже пережила Великую Отечественную войну в блокадном Ленинграде. Как житель блокадного Ленинграда награждена медалями «В честь 60-летия полного освобождения Ленинграда от фашистской блокады», «60 лет победы в Великой Отечественной войне 1941—1945 гг.», «В память 250-летия Ленинграда».

## Основные публикации
- Браже, Т. Г. Целостное изучение эпического произведения: пособие для учителя. Москва: Просвещение, 1964. — 304 с.; 2-е изд., перераб. —Санкт-Петербург, 2000.
- Браже, Т. Г. Искусство анализа художественного произведения в школе как методическая проблема // Искусство анализа художественного произведения: пособие для учителей / сост. Т. Г. Браже. — Москва, 1971. — С. 3-10.
- Браже, Т. Г. Проблемы изучения русской литературы в 9 классе вечерней школы: кн. для учителя. — Москва, «Просвещение», 1986. — 176 с.
- Браже, Т. Г. Гуманитарная культура взрослых: развитие в процессе непрерывного образования (монография) — Санкт-Петербург, «Тускарора», 2006. — 163 с.
- Браже, Т.Г. О литературе в школе: кн. для учителя. — Санкт-Петербург, «МИРС», 2008. — 393 с.

Более полный список публикаций Т. Г. Браже см.:
- Библиографический указатель трудов ученого, доктора педагогических наук Терезы Георгиевны Браже (1931—2019) / сост. Э. Б. Латынская // Непрерывное образование: науч. рец. журн. СПб АППО. — 2021. — Вып. 2 (36). — С. 87-117